# 圣法比奥拉
圣法比奥拉（英語：Saint Fabiola，？—399年），古罗马神学家。出生于一个意大利罗马城的贵族家庭，在罗马创建了西欧第一所公众医院。由于她博学多才，曾經为基督教作出极大的贡献。公元396年，由于受到匈奴威胁而于西亚返回罗马，於公元399年于罗马城去世。